# 莫斯科 (堪薩斯州)
莫斯科（英語：Moscow）是一個位於美國堪薩斯州史蒂文斯縣的城市。

## 地方資料
根據2020年美國人口普查的數據，莫斯科的面積為0.45平方千米，當中陸地面積為0.45平方千米，而水域面積為0.00平方千米。當地共有人口272人，而人口密度為每平方千米604.44人。